# 네덜란드 왕자빈 라우렌틴
페트라 라우렌틴 브링크호르스트(네덜란드어: Petra Laurentien Brinkhorst, 1966년 5월 25일 ~ )는 네덜란드의 왕족으로 콘스탄테인 왕자의 아내이다. 네덜란드의 경제부 장관을 지낸 로렌 장 브링크호르스트의 딸이다. 런던 대학교에서 정치학을 공부했으며 캘리포니아 대학교 버클리에서 언론학을 공부했다. 2001년 콘스탄테인 왕자와 결혼했다.

## 자녀
- 오라녜나사우 여백작 엘로이즈(2002~)
- 오라녜나사우 백작 클라우스카시미르(2004~)
- 오라녜나사우 여백작 레오노르(2006~)